# Дистрофне озеро
Дистрофне озеро — (від грец. dys — порушення, втрата і trophé — їжа, живлення) — зазвичай неглибока водойма, бідна на кисень та поживні речовини для організмів.

## Поширення
Дистрофні озера займають найбільшу площу у заболочених районах. На території України дистрофні озера поширені в межах заболоченого Волинського Полісся.

## Характеристика води
У водах таких озер багато речовин болотного походження. Прозорість води низька, колір - жовтий або бурий, кислотність підвищена (pH близько 7%), незначна мінералізація (30-80 мг/л).

## Особливості дна
На дні утворився потужний шар мулу.

## Біологічна продуктивність
У дистрофних озерах відтворення речовин біогенного походження відбувається повільно, тому розвиток бактеріопланктону затримується. Це знижує біологічну продуктивність водойми. Найбільше у водах зустрічається карасів, плотви та окуня. Нестача кисню веде часто до виникнення заморів.